# Зірковик потрійний
Зірковик потрійний, земляна зірка (Geastrum triplex) — вид грибів роду зірковик (Geastrum). Сучасну біномінальну назву надано у 1840 році.

## Будова
Сіро-коричневий з жовтуватим відтінком гриб 8-12 см у формі сумки, що містить спори. Сумка розміщена на вигнутих залишках зовнішньої оболонки, яка радіально розтріскується. Вони доволі м'ясисті і покриті горизонтальними тріщинами. Навколо отвору на сумці, через який виходять спори, помітний округла світла пляма.

## Життєвий цикл
Плодові тіла з'являються у серпні-жовтні.

## Поширення та середовище існування
Поширений у лісах в Азії, Європі, Африці та обох Америк.

## Практичне використання
Не їстівний. У індіанців племені чорноногих гриб вважався індикатором надприродних подій, у племені черокі земляну зірку клали на пуповину новонародженим.

## Галерея

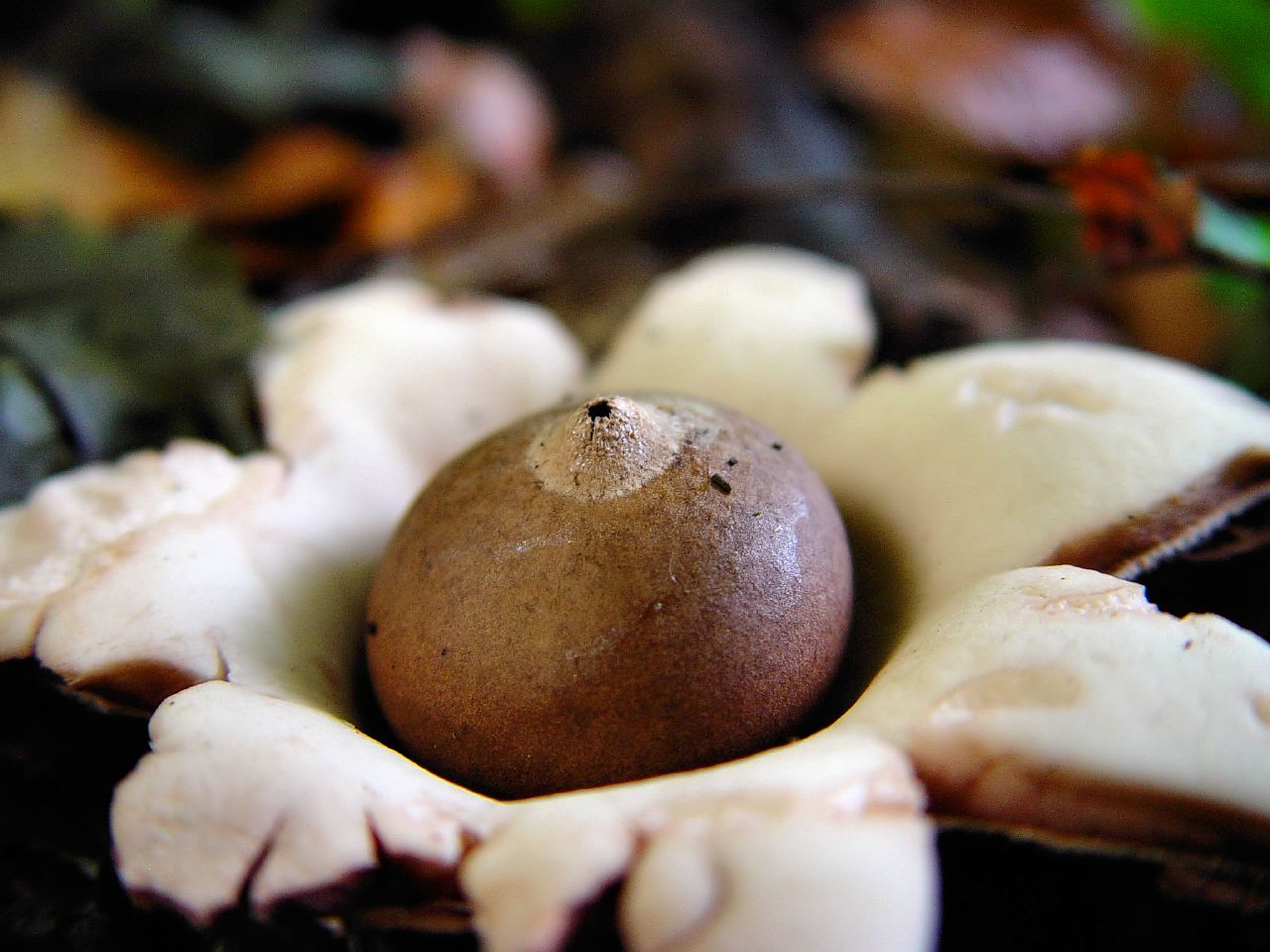
Сумка гриба з характерною білою плямою на отворі
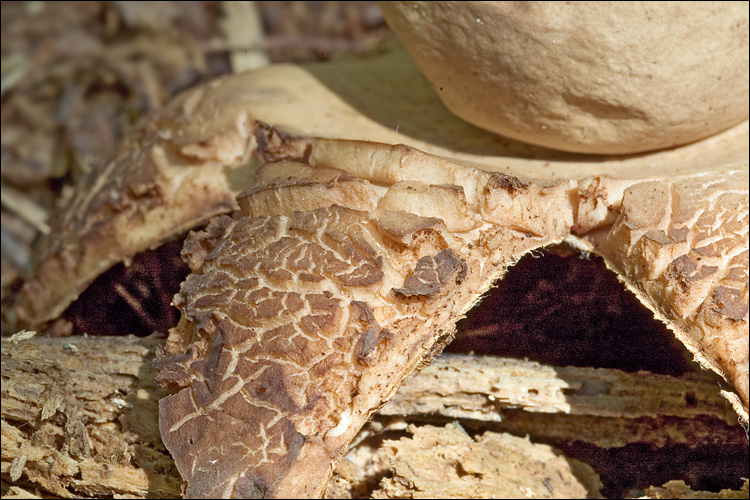
Тріщини на сегментах зовнішнього перидію
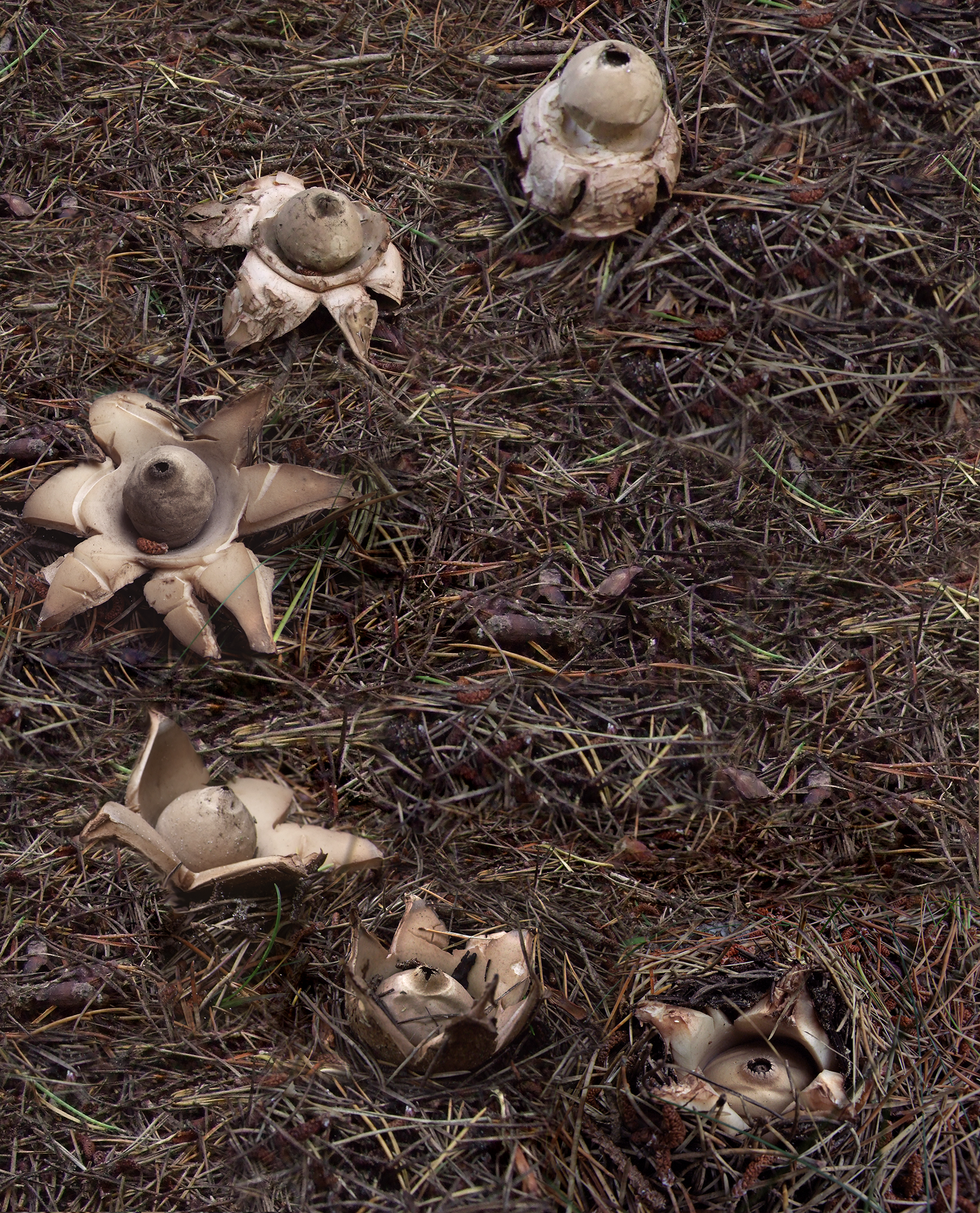
Різні стадії розвитку гриба